# Frankie Avalon
Frankie Avalon (Philadelphia, Pennsylvania, 1940. szeptember 18. –) amerikai színész és énekes, aki az 1950-es évek végén, valamint az 1960-as évek elején volt sikerei csúcsán.

## Karrier
Avalon fénykorában több tucat slágerlistás dalt is a magáénak mondhatott, de a '60-as évekre a beat és rockzene hatására a stílusa kiment a divatból. Ekkor a korban divatosnak számító, úgynevezett tengerparti filmekben szerepelt, amik elsősorban fiatalok bulizásáról szóltak (Elvis Presley legtöbb filmje szintén ilyen volt). A '70-es évekre ez a korszak is elmúlt, ezután már csak alkalmi fellépések és filmszerepek fordultak elő a karrierjében, ilyen ismertebb szerepe volt a Grease című musicalben, vagy a Martin Scorsese rendezte Casinoban, ahol önmagát alakította.

## Filmográfia

### Játékfilmek
- 1960: The Alamo
- 1960: Guns of the Timberland
- 1962: Panic in Year Zero!
- 1963: The Castilian
- 1963: Beach Party
- 1963: Drums of Africa
- 1963: Operation Bikini
- 1964: Bikini Beach
- 1964: Muscle Beach Party
- 1965: Dr. Goldfoot and the Bikini Machine
- 1965: Beach Blanket Bingo
- 1965: I'll Take Sweden
- 1965: Sergeant Dead Head
- 1965: Ski Party
- 1966: Fireball 500
- 1967: The Million Eyes of Sumuru
- 1968: Skidoo
- 1969: Horror House
- 1974: The Take
- 1978: Grease
- 1982: Blood Song
- 1987: Back to the Beach
- 1992: Twist
- 1995: Casino
- 1996: Ballyhoo: The Hollywood Sideshow!
- 2007: Charlie Gracie Fabulous
- 2008: The Wages of Spin
- 2016: Networked
- 2017: Before Hollywood: Philadelphia and the Birth of the Movies
- 2018: The Voice That Rocked America: The Dick Biondi Story

### Sorozatok
- 1964: Hollywood Backstage
- 1965: Hullabaloo
- 1965: The Don Lane Tonight Show
- 1967: The Woody Woodbury Show
- 1967: Something Special
- 1968: George Jessel's Here Come the Stars
- 1969: The Saturday Crowd
- 1972: The John Byner Comedy Hour
- 1975: Ben Vereen... Comin' at Ya
- 1976: Easy Does It... Starring Frankie Avalon
- 1979: $weepstake$
- 1980: Horas doradas
- 1981: The Roots of Rock 'n' Roll
- 1985: Our Time
- 1995: Howie Mandel's Sunny Skies
- 1999: VH-1 Where Are They Now?
- 1999: VH-1 Behind the Movie
- 2011: Chow Ciao! With Fabio Viviani

### Televíziós műsorok
- 1960: Spirit of the Alamo
- 1969: Frankie Avalon's Easter Special
- 1978: Frankie and Annette: The Second Time Around
- 1985: Good Time Rock 'n' Roll
- 1986: America Votes the #1 Song
- 1987: The Annual Entertainment Industry Honors Presentes a Salute to Bud Grant
- 1988: Opryland Celebrates 200 Years of American Music
- 1988: Spring Break Reunion II
- 1991: Idols
- 1991: Thank Ya, Thank Ya Kindly
- 1996: The Life and Times of the Everly Brothers
- 2000: Hollywood Rocks the Movies: The Early Years (1955-1970)
- 2007: My Music: The 70s
- 2008: My Music: Love Songs of the '50s and '60s
- 2016: My Music: Summer, Surf & Beach Music We Love

### Videók
- 1992: John Wayne's 'The Alamo'
- 2007: Phyllis Diller: Not Just Another Pretty Face
- 2012: Here's Lucy Spotlight: Lucie Arnaz

## Ismertebb dalok
- "Cupids"
- "Venus"
- "Why?"
- "Dede Dinah"
- "You Excite Me"
- "Ginger Bread"
- "What Little Girl"
- "I'll Wait You"
- "Bobby Sox to Stockings"
- "A Boy Without a Girl"
- "Two Fools"
- "Just Ask Your Heart"
- "Ponchinello"
- "Beauty School Dropout"
- "Swinging On A Rainbow"
- "Don't Throw Away All Those Teardrops"
- "Where Are You"
- "Tuxedo Junction"
- "Don't Let Love Pass Me By"
- "Togetherness"
- "The Puppet Song"
- "A Perfect Love"
- "All of Everything"
- "Who Else But You"
- "True, True Love"
- "You Are Mine"